# Террі Дірі
Вільям Теренс Дірі (нар. 3 січня 1946 року) — британський автор дитячих книжок. Написав більш ніж 200 книжок, перекладених на більш ніж 40 мов; загальний тираж більше 25 мільйонів примірників. Найбільше відомий як автор серії «Моторошна історія». З 1994 є одним з найпродаваніших авторів Британії. У 2012 був десятим у переліку авторів, книжки яких найчастіше беруть у бібліотеках, і визнаний журналом Books for Keeps як Видатний дитячий автор 20 століття, що працює у напрямку нон-фікшну.

## Життя та кар'єра
Народився у Сандерленді, Англія. Його батько Білл володів м'ясною крамницею у Гендоні, страждаючому від бідності районі міста, а мати Фріда була менеджером магазину одягу. Дірі відвідував Граматичну школу Монквермута і ненавидів своє шкільне життя, особливо стиль викладання у школі. Більшу частину дитинства він пропрацював помічником м'ясника, з трьох років допомагаючи батькові у магазині. У 18 років він влаштувався стажером у компанію з електропостачання, пізніше, у 1972 — долучився до театру Powys drama актором і подорожував селами Вельсу, знайомлячи дітей з театром. Отримав освіту викладача у Освітньому коледжі Сандерленду і викладав акторську майстерність. З 1975 по 1977 був режисером театру та театральним радником графства у театральному центрі Лоустоф у Саффолку — освітньою організацією, що фінансувалася графством Саффолк. Почав писати у 1976, повністю переключившись на письменство у 1994 після публікації серії «Моторошна історія».
Книжкова серія «Моторошна історія» популярна серед дітей завдяки цікавим подробицям, обширу інформації та кумедним ілюстраціям; для дорослих це спосіб зацікавити дітей історією. Книжки серії активно перекладаються на інші мови. У 2002 на каналі CiTV вийшла серія мультфільмів, базованих на серії. З 2009 на CBBC йде однойменне скетч-шоу, у якому час від часу з'являється і сам Дірі.
У 2000 Дірі отримав почесний ступінь доктора освіти в Університеті Сандерленду. Підтримує футбольний клуб Сандерленду.
У 2011, після 35 років письменництва, припинив писати. Живе у селищі Бьорнхоуп графства Дарем з дружиною Дженні та дочкою Сарою.

## Погляди на освіту
Дірі є неприхованим критиком шкіл, єдиною функцією яких, на його думку, є «забрати дітей з вулиці». Сам Дірі коментує це так:
|  | Я не зацікавлений у школах. У 21 столітті вони не актуальні. Це було вікторіанське рішення проблеми дітей, що вешталися вулицею. Хто вирішив, що помістити 30 дітей одного віку у кабінет з одним викладачем це найкращий спосіб навчання? В моїй школі в класі було 52 дитини, і єдине, чому я навчився, — як здавати екзамен для переходу у наступний клас. Тестування — це смерть освіти. Дітям варто йти зі школи в 11 років і починати працювати. Я не маю на увазі лізти у шахти чи в димарі, але працювати з комп'ютерами чи чимось сучасним, актуальним. Усе, що я вивчив після 11-ти, означало тільки марно витрачений час. Тригонометрія, закон Бойля, — все це мені ніколи не знадобилося. Мені потрібно було навчатися життєвим навичкам, які точно б знадобилися: побудові стосунків, батьківству чи керуванню власним бюджетом. Я уявлення не мав про всі ці речі у 18. Школи мають змінитися. |

Крім того, Дірі закликав «не допускати Моторошну історію у школи», бо «класна кімната позбавить його історії усіх веселощів».
У 2013 Дірі виступив проти публічних бібліотек, заявивши що «вони існують надто давно», «більше не актуальні» і «час їх минув». Він висміяв винагороду авторам за бібліотечні позики в межах Права на державне кредитування (програма, призначена компенсувати авторам потенційні втрати продажів через наявність їх творів у публічних бібліотеках). Він стверджував:
|  | У нас є ідея, що ми маємо право безкоштовно читати книжки, за рахунок авторів, видавців та платників податків.. Хоча ми не очікуємо що існуватиме продовольча бібліотека, куди ми підемо, коли голодні. Автомобільна індустрія зазнала би краху, якби ми ходили у автомобільні бібліотеки за безкоштовним Поршем… Якби я продавав книжки, я би отримував 30 пенсів за книжку. Я отримую 6 тисяч, коли мав би отримати 180 тисяч фунтів стерлінгів. |

## Вибрані книги

### Серії
- Моторошна історія
- Truly Terrible Tales
- Master Crook's Crime Academy
- Tudor Chronicles (also known as Tudor Terror)
- Tudor Tales
- Roman Tales
- Egyptian Tales
- The Fire Thief
- The Knowledge
- Pirate Tales
- True Stories
- Time Detectives
- The Spark Files
- World War I Tales
- World War II Tales

### Інші книги
- A Witch in Time
- The Ape Escape
- Classified
- Dangerous Days
- Spooks (1997)
- Hat Trick
- Hope Street (1980)
- Ghost For Sale (2001)
- The Treasure of Crazy Horse (2001)
- The Custard Kid (2001)
- The Wishing Well Ghost (2002)
- Into The Lion's Den (2002)
- Footsteps in the Fog (2003)
- The Boy Who Haunted Himself (2004)
- The Last Viking (2005)
- Great big Father Christmas joke book
- The Vampire of Croglin
- Dairy of a murder

## Переклади українською
Дірі Т. Нахабні вікінги (серія «Моторошна історія»); пер. з англ. Юлія Максимейко. — Віват, 2019. — 144 стор. ISBN — 978-966-982-030-3.
Дірі Т. Химерні римляни (серія «Моторошна історія»); пер. з англ. Я. Лимар. — Віват, 2020. — 144 стор. ISBN — 978-966-982-027-3.
Дірі Т. Дивовижні єгиптяни (серія «Моторошна історія»); пер. з англ. Яніна Лимар. — Віват, 2020. — 144 стор. ISBN — 978-966-982-029-7.
Дірі Т. Відпадні греки (серія «Моторошна історія»); пер. з англ. Ольга Жильникова. — Віват, 2020. — 144 стор. ISBN — 978-966-982-028-0.